# Imagine (bài hát của John Lennon)
"Imagine" là một ca khúc do nam ca sĩ kiêm sáng tác nhạc người Anh John Lennon thể hiện. Đây là đĩa đơn bán chạy nhất trong sự nghiệp solo của ông, lời bài hát khuyến khích người nghe hãy tưởng tượng về một thế giới hòa bình, không vật chất, không biên giới ngăn cách các quốc gia và không có tôn giáo. Không lâu trước khi qua đời, Lennon nói rằng phần lớn ca từ và nội dung của bài hát đều đến từ vợ ông, Yoko Ono, và vào năm 2017, bà được công nhận là đồng sáng tác ca khúc.
Lennon và Yoko Ono đồng sản xuất đĩa đơn này cũng như album cùng tên với Phil Spector. Quá trình thu âm bắt đầu ở phòng thu của Lennon tại Công viên Tittenhurst, Anh vào tháng 5 năm 1971. Công đoạn ghi đè cuối cùng diễn ra tại phòng thu Record Plant ở thành phố New York vào tháng 7. Một tháng sau khi phát hành dưới dạng đĩa than LP vào tháng 9, Lennon cho ra mắt "Imagine" dưới dạng đĩa đơn tại Hoa Kỳ; ca khúc vươn tới vị trí thứ ba trên bảng xếp hạng Billboard Hot 100 còn bản thu trên đĩa than LP đứng đầu bảng xếp hạng Anh quốc vào tháng 11, sau này trở thành album có thành công chuyên môn và thương mại cao nhất trong sự nghiệp solo của Lennon. Mặc dù ban đầu không được phát hành dưới dạng đĩa đơn ở Vương quốc Anh, sau này vào năm 1975 đĩa đơn đã được phát hành để quảng bá cho một đĩa LP tổng hợp và ca khúc đã vươn lên vị trí thứ sáu trên bảng xếp hạng cùng năm đó. Ca khúc đã bán được trên 1,6 triệu bản sao tại Anh quốc; đến thời điểm tháng 12 năm 1980 sau khi Lennon qua đời; ca khúc lại một lần nữa vươn lên vị trí quán quân trên bảng xếp hạng.
BMI (Broadcast Music, Inc.) thống kê "Imagine" là một trong số 100 ca khúc được biểu diễn nhiều nhất thế kỷ 20. Ca khúc đứng thứ 30 trong danh sách 365 Ca khúc của Thế kỷ có ảnh hưởng lịch sử lớn nhất của Hiệp hội Công nghiệp ghi âm Hoa Kỳ. Bài hát giành giải thưởng Đại sảnh Danh vọng Grammy và được tiến cử vào danh sách "500 ca khúc định hình nên phong cách Rock and Roll" của Đại sảnh Danh vọng Rock and Roll. Một cuộc điều tra tiến hành tại Anh bởi Sách kỷ lục Guinness về các đĩa đơn hit tại Anh xếp hạng "Imagine" là đĩa đơn hay thứ hai mọi thời đại, tạp chí Rolling Stone cũng xếp hạng ca khúc này đứng thứ 3 trong danh sách "500 bài hát vĩ đại nhất". Kể từ năm 2005, các nhà tổ chức sự kiện đã cho phát bài hát này ngay trước lễ thả quả cầu Quảng trường Thời đại ở thành phố New York. Hành chục nghệ sĩ đã biểu diễn hoặc thu âm lại ca khúc này, trong đó có Madonna, Stevie Wonder, Joan Baez, Elton John và Diana Ross. Emeli Sandé cũng đã thu âm ca khúc này cho đài BBC để sử dụng cho video tổng kết tại lễ bế mạc Thế vận hội Mùa hè 2012 vào tháng 8 năm đó. "Imagine" sau đó lại một lần nữa lọt vào bảng xếp hạng top 40 tại Anh quốc (đứng ở vị trí thứ 18). Vào tháng 3 năm 2020, nhằm đối phó với đại dịch COVID-19, nữ diễn viên Gal Gadot đã đăng tải một phiên bản hát lại của "Imagine" lên Instagram.

## Bối cảnh và sáng tác
Một số bài thơ trong cuốn sách Grapefruit của Yoko Ono xuất bản năm 1964 đã truyền cảm hứng cho Lennon viết nên lời ca khúc "Imagine"—đặc biệt là bài thơ đã được hãng đĩa Capitol Records in lại trên bìa sau của album Imagine gốc trên đĩa than có tên "Cloud Piece", nội dung như sau: "Tưởng tượng những đám mây từ trên trời rơi xuống, đào một cái hố sau vườn mà chôn chúng vào." (Imagine the clouds dripping, dig a hole in your garden to put them in) Lennon sau đó phát biểu rằng ca khúc "nên được đề tên cả Lennon/Ono. Rất nhiều—cả lời ca và ý tưởng—đều đến từ Yoko, nhưng hồi đó tôi hơi ích kỷ, hơi kiêu ngạo, và tôi đã bỏ qua những đóng góp của cô ấy, nhưng đúng là ca khúc từ cuốn Grapefruit mà ra." Khi được hỏi về ý nghĩa của ca khúc trong một buổi phỏng vấn diễn ra vào tháng 12 năm 1980 do nhà báo David Sheff của tạp chí Playboy thực hiện, Lennon nói rằng Dick Gregory đã đưa cho Ono và ông một cuốn sách cầu nguyện của người Cơ-đốc giáo, và cuốn sách đã truyền cảm hứng cho Lennon:
Khái niệm của sự cầu nguyện tích cực...... Nếu bạn có thể "tưởng tượng" một thế giới hoà bình, không có sự phân biệt giữa các tôn giáo –không phải là không có tôn giáo mà là không có chuyện phân biệt Thần thánh của tôi cao hơn Thần thánh của ông – thì mọi thứ sẽ trở nên đúng đắn hơn... Có một lần Giáo hội Thế giới gọi tôi lại và hỏi, "Chúng tôi có thể sử dụng lời bài hát 'Imagine' nhưng thay bằng 'Tưởng tượng một tôn giáo nào đó không'?" Điều đó cho [tôi] thấy rõ ràng rằng họ không hiểu gì cả. Việc này có thể sẽ làm hỏng cả ý nghĩa của bài hát, cả mục đích của nó nữa.

Chịu sự ảnh hưởng của cả bài thơ "Cloud Piece" lẫn cuốn sách cầu kinh của Gregory, Lennon viết ra cái mà tác giả John Blaney gọi là "bài tán ca nhân văn về loài người." Blaney viết, "Lennon cho rằng sự hoà hợp trên cả thế giới nằm trong tầm tay của chúng ta, nhưng điều đó chỉ xảy ra khi chúng ta rũ bỏ những quy luật xã hội đang hạn chế tiềm năng của con người." Theo Blaney, với ca khúc "Imagine", Lennon cố gắng nâng cao nhận thức của mọi người về mối quan hệ giữa họ và những thể chế tác động tới cuộc sống của họ. Nhà báo David Fricke viết cho tạp chí Rolling Stone bình luận: "[Lennon] kêu gọi sự đoàn kết và bình đẳng được xây dựng dựa trên sự loại trừ các trật tự xã hội hiện đại: biên giới địa chính trị, tôn giáo có tổ chức, [và] các tầng lớp kinh tế."
| Trích đoạn lời bài hát | Trích đoạn lời bài hát |
| --- | --- |
| ...Imagine all the people Living life in peace... Imagine no possessions I wonder if you can No need for greed or hunger A brotherhood of man Imagine all the people Sharing all the world... You may say I'm a dreamer But I'm not the only one I hope someday you'll join us And the world will live as one | Hãy tưởng tượng tất cả mọi người Sống trong hoà bình... Hãy tưởng tượng không có sở hữu tôi tự hỏi nếu bạn có thể Không cần tham lam hay đói Tình huynh đệ của con người Hãy tưởng tượng tất cả mọi người Chia sẻ toàn thế giới... Bạn có thể nói tôi là một người mơ mộng Nhưng tôi không phải là người duy nhất Tôi hy vọng một ngày nào đó bạn sẽ tham gia với chúng tôi Và thế giới sẽ là một |

Lennon nói rằng: "Ca khúc 'Imagine', trong đó có nói: 'Hãy tưởng tượng không có các tôn giáo, không có các quốc gia, không có các nền chính trị' (Imagine that there was no more religion, no more country, no more politics) gần giống với Tuyên ngôn Cộng sản, mặc dù tôi không phải là người Cộng sản và cũng không theo bất kỳ một cuộc vận động hay chế độ nào." Ông nói với báo NME: "Không có một quốc gia Cộng sản thực sự nào trên thế giới này; anh phải hiểu điều đó. Cái chủ nghĩa xã hội mà tôi nói tới... [không] giống với những gì người Nga hay người Trung Quốc đã làm. Cách họ làm phù hợp với những gì họ muốn. Còn chúng ta, chúng ta nên có một... Chủ nghĩa xã hội Anh quốc tốt đẹp." Trong bài hát cũng có câu: "Imagine no possessions" (Hãy tưởng tượng không có sở hữu). Ono miêu tả lời bài hát "Imagine" "đúng như những gì John tin tưởng: rằng tất cả chúng ta thuộc cùng một quốc gia, một thế giới, một dân tộc." Rolling Stone miêu tả lời ca khúc này là "22 dòng chữ tràn đầy niềm tin duyên dáng và giản dị, niềm tin vào sức mạnh của một thế giới, đồng lòng sửa chữa và thay đổi chính mình."
Lennon sáng tác ca khúc "Imagine" vào một buổi sáng đầu năm 1971, trên một chiếc đàn piano Steinway, trong một căn phòng ngủ tại ngôi nhà của ông ở Công viên Tittenhurst tại Ascot, Berkshire, nước Anh. Ono đã quan sát khi ông viết giai điệu, cấu trúc hợp âm và gần như toàn bộ lời ca, ông gần như đã hoàn thành cả ca khúc trong một buổi sáng tác ngắn ngủi. "Imagine" là một bản piano ballad trong điệu soft rock. Ca khúc viết ở khoá Đô trưởng. Bốn ô nhịp dạo đầu của ca khúc mở đầu từ hợp âm C (Đô) rồi tới Cmaj7 trước khi sang F (Fa); đoạn đầu bài hát dài 12 ô nhịp cũng theo cách phát triển này, riêng 4 ô nhịp cuối chuyển từ Am/E (La thứ/Mi) sang Dm (Mi thứ) và Dm/C (Mi thứ/Đô), kết thúc bằng G (Son), G11 rồi G7, trước khi quay về hợp âm C (Đô). Đoạn điệp khúc dài 8 ô nhịp phát triển từ F (Fa) sang G (Son) rồi C (Đô), rồi tới Cmaj7 và E (Mi) trước khi kết thúc ở E7, riêng ô nhịp cuối E7 được thay bằng hợp âm C (Đô). Bốn ô nhịp kết bài bắt đầu với F (Fa) rồi G (Son) trước khi quay lại C (Đô). Với độ dài 3 phút 3 giây và nhịp 4/4, tempo của bài hát rơi vào khoảng 75 nhịp một phút.

## Thu âm và phản hồi thương mại

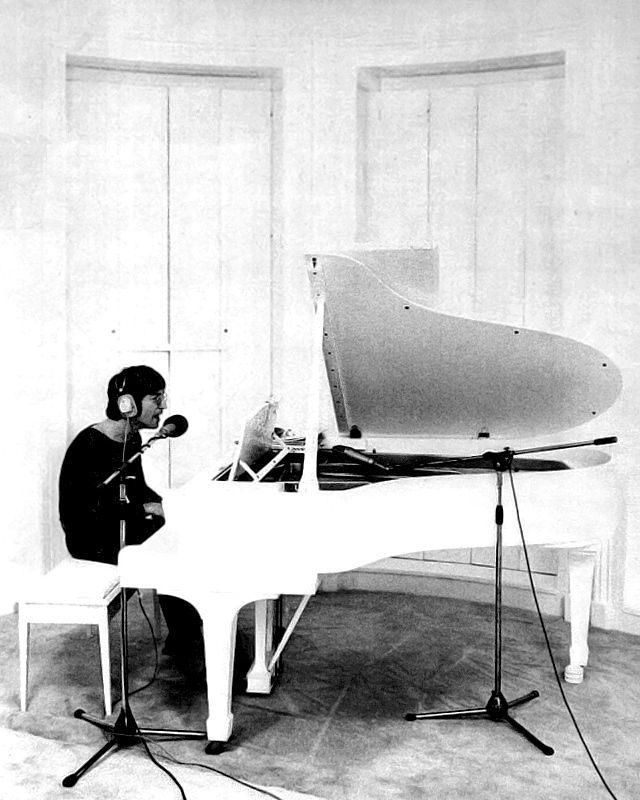
Áp phích quảng cáo ca khúc "Imagine" của Billboard năm 1971

Lennon và Ono đồng sản xuất ca khúc và album cùng Phil Spector, ông bình luận về ca khúc này như sau: "Chúng tôi biết những gì chúng tôi sắp làm... Đó sẽ là một tuyên ngôn chính trị của John, nhưng cũng vì lý do thương mại nữa... Tôi luôn cho rằng 'Imagine' giống như một bản quốc ca vậy." Lennon miêu tả quá trình phân công công việc giữa ông và Ono và Spector: "Phil không phối hay làm việc nhiều—[Ono] và Phil chỉ ngồi ở một phòng khác và nêu ý kiến kiểu, 'Sao anh không thử âm thanh này' hay 'Anh chơi piano không tốt lắm'... Tôi sẽ nắm được ý tưởng của họ và... chúng tôi tìm ra các giai điệu khác nhau theo cách như vậy."
Quá trình thu âm bắt đầu tại phòng thu Ascot Sound Studios, phòng thu tại gia mới của Lennon tại Công viên Tittenhurst, vào tháng 5 năm 1971, phần ghi đè cuối cùng được hoàn thành ở phòng thu Record Plant, tại thành phố New York vào tháng 7. Nhẹ nhàng và nhẫn nại, các buổi thu âm bắt đầu vào buổi sáng muộn và kéo dài đến trước bữa ăn tối. Lennon hướng dẫn các nhạc công chơi hợp âm và phối khí cho "Imagine", và bắt họ luyện tập cho tới khi ông cảm thấy các nhạc công đã sẵn sàng để thu âm. Để có được giai điệu như Lennon mong muốn, Spector đã cho thu một số băng trong đó Lennon và Nicky Hopkins chơi piano ở các quãng tám khác nhau. Ông cũng định để Lennon thu âm bằng chiếc grand piano trắng trong căn phòng toàn màu trắng của hai vợ chồng họ. Tuy nhiên, sau khi nhận ra cấu trúc âm học của căn phòng không phù hợp với việc thu âm, Spector đã từ bỏ ý định này và thay vào đó là thu âm trong môi trường tuyệt đối ở phòng thu tại gia của Lennon. Họ hoàn tất buổi thu âm chỉ trong mấy phút, thu được ba lần và chọn bản thu thứ hai để phát hành. Bản thu hoàn chỉnh có sự góp mặt của Lennon với vai trò ca sĩ và nhạc công piano, Klaus Voormann chơi bass guitar, Alan White chơi trống và Flux Fiddlers chơi dàn dây.
Phát hành bởi Apple Records tại Hoa Kỳ vào tháng 10 năm 1971, "Imagine" trở thành đĩa đơn bán chạy nhất trong sự nghiệp solo của Lennon. Ca khúc vươn tới vị trí thứ ba trên bảng xếp hạng Billboard Hot 100. Bài hát đứng ở trị thứ nhất tại Canada trên bảng xếp hạng đĩa đơn quốc gia RPM, tiếp tục thống lĩnh vị trí này trong hai tuần. Khi được phát hành, lời bài hát khiến một số nhóm tôn giáo tức giận, đặc biệt là câu: "Tưởng tượng rằng không có thiên đường nào cả" (Imagine there's no heaven). Khi được hỏi về ca khúc này trong một trong những buổi phỏng vấn cuối cùng, Lennon nói rằng ông coi ca khúc này không kém gì các ca khúc từng sáng tác với nhóm The Beatles. Ông miêu tả ý nghĩa của bài hát: "Chống tôn giáo, chống chủ nghĩa dân tộc, chống lại các tục lệ, chống chủ nghĩa tư bản, nhưng bởi sự quyến rũ ấy mà ca khúc được công chúng chấp nhận... Giờ tôi biết cách làm rồi. Phết một ít mật ngọt lên thông điệp chính trị của bạn là xong." Lennon từng nói với Paul McCartney rằng ca khúc "Imagine" chính là ca khúc "Working Class Hero" được đổ thêm đường dành cho những tay bảo thủ như anh". Ngày 30 tháng 11 năm 1971, album đĩa than Imagine lên vị trí thứ nhất trên bảng xếp hạng Anh quốc và trở thành album thành công nhất trong sự nghiệp solo của Lennon cả về thương mại và chuyên môn.

## Phim và các lần phát hành lại

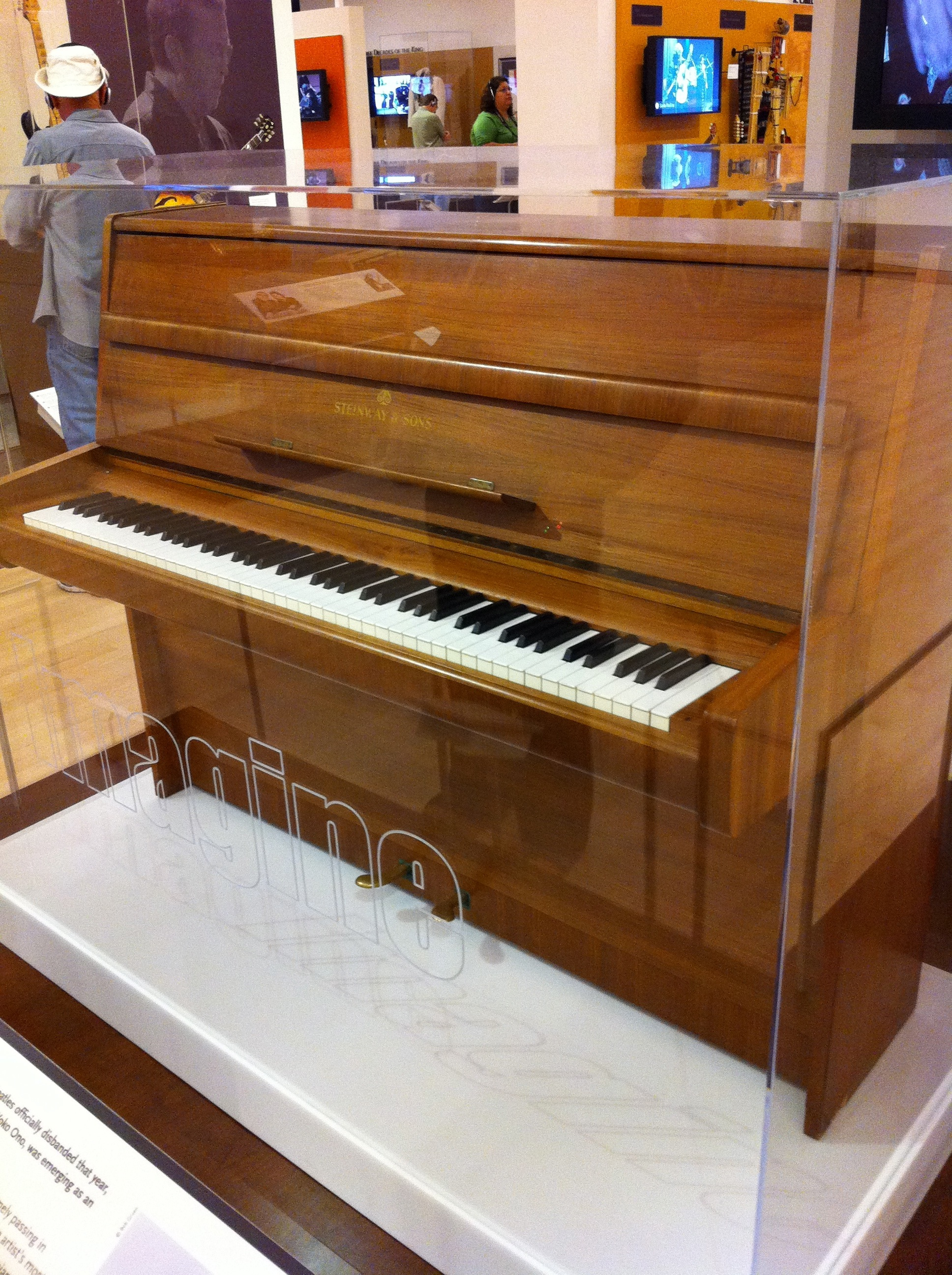
Đàn piano hiệu Steinway của Lennon, được ông sử dụng để sáng tác ca khúc "Imagine"

Năm 1972, Lennon và Ono phát hành một bộ phim dài 81 phút đi kèm với album Imagine trong đó có hình ảnh hai vợ chồng Lennon trong nhà, vườn và phòng thu Berkshire của họ ở Công viên Tittenhurst cũng như tại thành phố New York. Là một bộ phim tài liệu rock, những cảnh đầu tiên chiếu hình ảnh Lennon và Ono cùng đi qua một đám sương mù dày, vào đến nhà vừa lúc ca khúc "Imagine" bắt đầu. Trước cửa chính nhà họ là một tấm biển đề: "This Is Not Here", đây cũng là tên triển lãm nghệ thuật của Ono được tổ chức sau đó tại New York. Các cảnh tiếp theo là cảnh Lennon ngồi trước một chiếc đàn Grand Piano trong một căn phòng sơn toàn màu trắng, ánh sáng lờ mờ. Ono chầm chậm bước xung quanh, mở tung các rèm cửa để cho ánh sáng vào, khiến cho căn phòng sáng lên theo từng nốt nhạc. Cuối bài hát, Ono ngồi bên cạnh Lennon trước cây đàn piano, họ nhìn nhau và chia sẻ nụ hôn ngắn ngủi.
Một số nhân vật nổi tiếng xuất hiện trong bộ phim, trong đó có Andy Warhol, Fred Astaire, Jack Palance, Dick Cavett và George Harrison. Bị các nhà phê bình chế giễu là "phim gia đình đắt đỏ nhất mọi thời đại", phim ra mắt khán giả Mỹ vào năm 1972. Năm 1986, Zbigniew Rybczyński làm một video âm nhạc cho ca khúc, và năm 1987 nó giành giải tại Silver Lion cho video clip hay nhất tại và giải thưởng khác tại Liên hoan phim quốc tế Rio.
Phát hành dưới dạng đĩa đơn tại Anh quốc vào năm 1975 cùng với album Shaved Fish, "Imagine" vươn tới vị trí thứ sáu trên bảng xếp hạng UK Singles Chart. Sau vụ ám sát Lennon vào năm 1980, ca khúc một lần nữa bước lên bảng xếp hạng ở Anh, giành vị trí số một trong bốn tuần tháng 1 năm 1981. "Imagine" được phát hành lại dưới dạng một đĩa đơn tại Vương quốc Anh vào năm 1988, đứng ở vị trí thứ 45, và lần nữa vào năm 1999, đứng ở vị trí số 3. Đĩa bán được 1.640.000 bản ở Anh quốc tính đến tháng 6 năm 2013, trở thành đĩa đơn bán chạy nhất của Lennon. Năm 1999, vào Ngày thơ quốc gia ở Anh, đài BBC công bố thính giả đã chọn lời bài hát "Imagine" là lời bài hát yêu thích ở Anh. Năm 2003, ca khúc đứng ở vị trí thứ 33 khi được phát hành ở mặt B của đĩa đơn "Happy Xmas (War Is Over)".

## Công nhận và chỉ trích

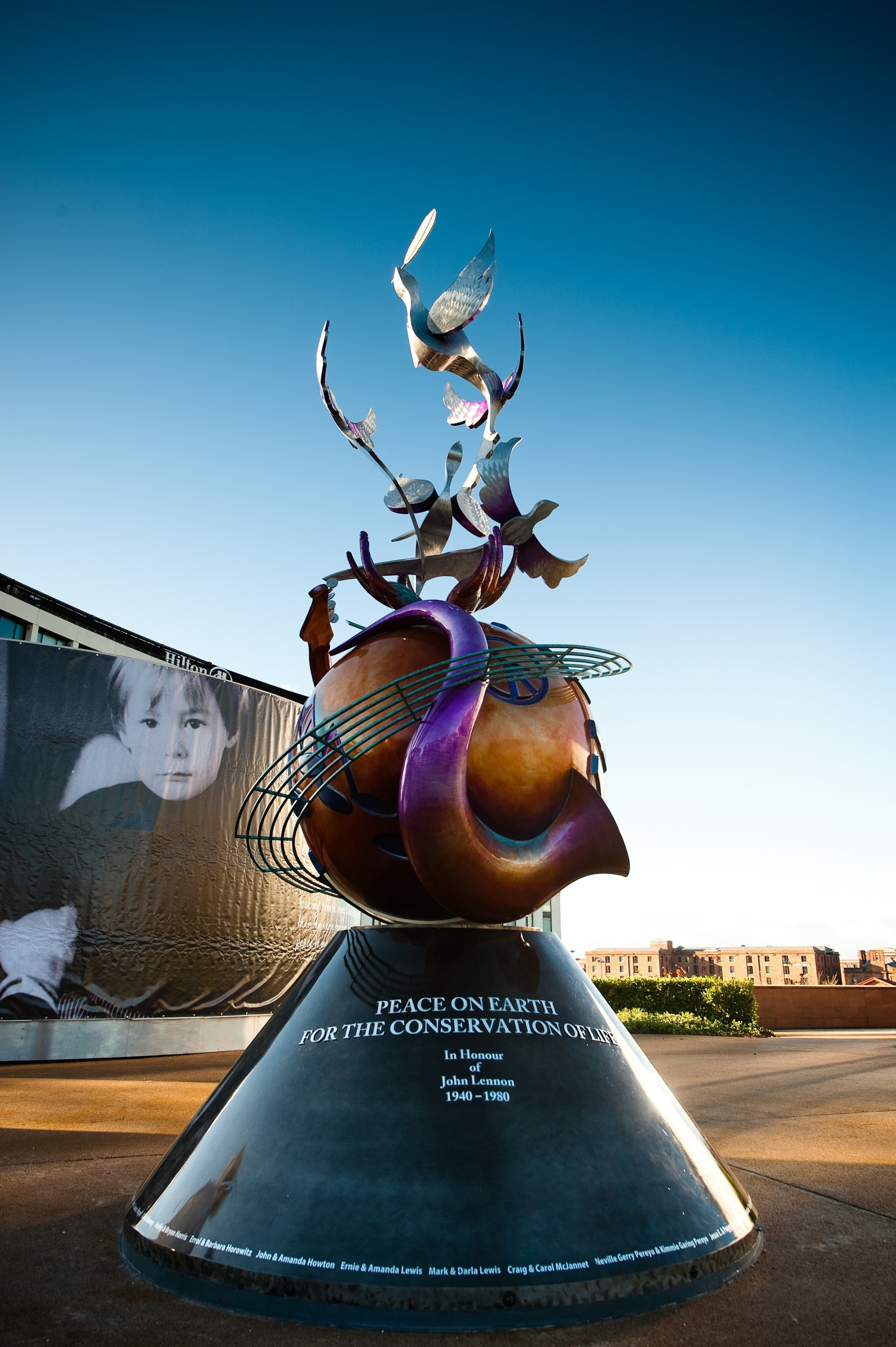
Tương đài hoà bình John Lennon ở Liverpool, Anh

Rolling Stone miêu tả "Imagine" là "món quà âm nhạc xuất sắc nhất của Lennon dành tặng thế giới", ca ngợi "giai điệu yên bình; hợp âm thay đổi một cách mềm mại". Trong một số cuộc thăm dò ca khúc, năm 1999, BMI công bố đây là một trong 100 ca khúc được hát nhiều nhất thế kỷ 20. Cùng năm đó, ca khúc được trao Grammy Hall of Fame Award và được tiến cử vào danh sách 500 ca khúc định hình nên phong cách Rock and Roll của Đại sảnh Danh vọng Rock and Roll. Triple J xếp hạng ca khúc này đứng thứ 11 trong danh sách Hottest 100 of All Time. "Imagine" đứng thứ 23 trong danh sách đĩa đơn bán chạy nhất mọi thời đại ở Vương quốc Anh năm 2000. Năm 2002, một cuộc khảo sát thực hiện ở Anh quốc do Sách kỷ lục Guinness về các đĩa đơn hit tại Anh cho thấy đây là đĩa đơn hay thứ hai mọi thời đại sau "Bohemian Rhapsody" của Queen. Gold Radio xếp ca khúc đứng thứ ba trong danh sách "Gold's greatest 1000 hits" của đài.
Rolling Stone xếp "Imagine" đứng thứ ba trong danh sách "500 bài hát vĩ đại nhất", miêu tả đây là "một bài thánh ca của an ủi và hứa hẹn đã đưa chúng ta qua những nỗi đau tột độ, từ cú sốc sau cái chết của chính Lennon năm 1980 đến sự kinh hoàng không thể nói thành lời của vụ khủng bố 11 tháng 9. Thật khó mà hình dung một thế giới không có 'Imagine', và chúng ta cần ca khúc này hơn chính những gì Lennon đã tưởng tượng." Trái ngược với ý kiến này, đài phát thanh Clear Channel Communications liệt ca khúc vào danh sách ca khúc "không nên phát" sau vụ 11/9.
Vào ngày 1 tháng 1 năm 2005, Canadian Broadcasting Corporation xếp "Imagine" là ca khúc hay nhất trong 100 năm qua do thính giả bình chọn trên chương trình 50 Tracks. Bài hát đứng thứ 30 trong danh sách 365 Ca khúc của Thế kỷ có ảnh hưởng lịch sử lớn nhất của Hiệp hội Công nghiệp ghi âm Hoa Kỳ. Virgin Radio tiến hành một cuộc khảo sát ca khúc yêu thích ở Vương quốc Anh vào tháng 12 năm 2005, và thính giả bình chọn "Imagine" là ca khúc số 1. Người Úc bình chọn "Imagine" là ca khúc hay nhất mọi thời đại trên chương trình đếm ngược 20 to 1 của Nine Network vào ngày 12 tháng 9 năm 2006. Trên mạng giới trẻ Triple J ca khúc được bình chọn đứng thứ 11 trong danh sách "Hottest 100 Of All Time" vào ngày 11 tháng 7 năm 2009.
Tổng thống Mỹ Jimmy Carter từng nói, "ở nhiều quốc gia trên thế giới — vợ chồng tôi đã từng tới thăm khoảng 125 nước — bạn có thể thấy ca khúc 'Imagine' của John Lennon được phát nhiều như quốc ca của chính nước họ vậy." Vào ngày 9 tháng 10 năm 2010, sinh nhật lần thứ 70 của Lennon, dàn đồng ca Liverpool Signing Choir biểu diễn ca khúc "Imagine" cùng với một số bài hát khác của Lennon tại lễ khánh thành Tượng đài hòa bình John Lennon ở Công viên Chavasse, Liverpool, Anh. Nhà sản xuất của nhóm The Beatles George Martin ca ngợi sự nghiệp solo của Lennon, đặc biệt là ca khúc này: "Bài hát yêu thích nhất của tôi trong số đó là 'Imagine'". Nhà phê bình âm nhạc Paul Du Noyer miêu tả "Imagine" là ca khúc được "kính trọng" nhất của Lennon thời hậu-Beatles. Urish và Bielen gọi ca khúc này là "ca khúc pop mang tính cách mạng được sáng tác ra để đạt tới mức độ kinh điển." Fricke bình luận: "'Imagine' là ca khúc sẽ hơi gây tranh cãi, tác phẩm xuất sắc nhất của Lennon kết hợp giữa một ca sĩ ballad và một nhà kích động xã hội."
Các tác giả Ben Urish và Ken Bielen chỉ trích phần nhạc đêm của ca khúc là quá đa cảm và thống thiết, so sánh nó với âm nhạc của kỷ nguyên tiền rock và cho rằng giai điệu của ca khúc đã không được nổi bật đúng mức. Theo Blaney, lời ca của Lennon chỉ đưa ra những khả năng chung chung theo lý thuyết chứ chưa có giải pháp nào cụ thể; có chỗ mang màu sắc u ám và mâu thuẫn, bắt người nghe phải từ bỏ các hệ thống chính trị mà lại cổ vũ một loại hình gần giống chủ nghĩa cộng sản. Tác giả Chris Ingham chỉ ra sự giả dối trong Lennon, một ngôi sao nhạc rock có bạc triệu trong tay và ở nhà biệt thự lại cổ vũ khán giả sống một cuộc sống không tư hữu. Số khác lập luận rằng trong bài hát này Lennon muốn truyền cảm hứng cho người nghe tưởng tượng liệu thế giới có thể sống mà không có tư hữu hay không, chứ không phải lời kêu gọi mọi người phải từ bỏ tài sản của mình. Blaney bình luận: "Lennon biết rằng ông ấy không có điều gì cụ thể để nói, do đó ông đã mang tới một giấc mơ, một khái niệm mới để dựa vào."
Blaney coi ca khúc này là một tác phẩm "đầy rẫy những mâu thuẫn. Giai điệu du dương như thánh ca của ca khúc không phù hợp với ý định của tác giả kêu gọi mọi người hãy hình dung một thế giới không có tôn giáo." Urish và Bielen miêu tả cái "thế giới mơ ước" của Lennon, nơi không có thiên đường hay địa ngục là lời kêu gọi mọi người hãy "sống hết mình, bởi thế giới này sẽ là nơi duy nhất chúng ta tồn tại." Theo quan điểm của họ, "bởi vì chúng ta đơn giản được kêu gọi hãy tưởng tượng—giống như chơi một trò chơi 'sẽ làm sao nếu', Lennon có thể tránh được những lời chỉ trích nặng nề nhất". Cựu thành viên the Beatles Ringo Starr biện hộ cho lời bài hát "Imagine" trong một cuộc phỏng vấn năm 1981 với Barbara Walters rằng: "[Lennon] nói 'Imagine', có thế thôi. Hãy tưởng tượng."
Vào tháng 6 năm 2017, Hiệp hội Nhà xuất bản Âm nhạc Quốc gia (National Music Publishers Association) đã trao Giải thưởng Ca khúc Thế kỷ (Centennial Song Award) cho "Imagine" và công nhận Yoko Ono là đồng tác giả của bài hát.

## Biểu diễn và các bản hát lại
Tháng 12 năm 1971, Lennon và Ono xuất hiện tại Nhà hát Apollo ở Harlem. Lennon trình diễn ca khúc "Imagine" với một chiếc đàn guitar acoustic, đánh dấu lần đầu tiên ca khúc này được hát trực tiếp; bản thu này sau đó xuất hiện trong album John Lennon Anthology (1998). Năm 1975, ông thể hiện "Imagine" trong buổi biểu diễn cuối cùng trước công chúng, đó là lễ kỷ niệm sinh nhật của Lew Grade.
Elton John biểu diễn ca khúc này vào tháng 9 năm 1980 trong buổi hoà nhạc miễn phí của ông tại Công viên Trung tâm, chỉ cách toà nhà Dakota nơi có căn hộ của ông vài căn nhà. Ngày 9 tháng 10 năm 1980, một ngày sau khi Lennon bị giết chết, ban nhạc Queen biểu diễn ca khúc "Imagine" để tưởng nhớ tới ông trong buổi diễn tại Đấu trường Wembley tại Luân Đôn. Ngày 9 tháng 10 năm 1990, hơn một tỷ người nghe buổi phát thanh ca khúc này vào ngày đáng ra sẽ là kỷ niệm 50 năm ngày sinh của Lennon. Ratau Mike Makhalemele hát lại ca khúc trong một album mở rộng (EP) gồm toàn các bản hát lại các ca khúc của Lennon phát hành năm 1990. Stevie Wonder cũng biểu diễn lại ca khúc này cùng với Câu lạc bộ Morehouse College Glee Club tại lễ bế mạc Thế vận hội Mùa hè 1996 để tưởng nhớ các nạn nhân của vụ ném bom Công viên trăm năm Olympic. Năm 2001, Neil Young biểu diễn ca khúc này tại buổi hoà nhạc gây quỹ có tên America: A Tribute to Heroes. Madonna thể hiện "Imagine" trong buổi biểu diễn gây quỹ Tsunami Aid: A Concert of Hope. Peter Gabriel biểu diễn ca khúc tại lễ khai mạc Thế vận hội Mùa đông 2006.
Kể từ 2005, các nhà tổ chức sự kiện đã cho phát bài hát này ngay trước lễ thả quả cầu Quảng trường Thời đại ở thành phố New York. Bắt đầu từ năm 2010, ca khúc được biểu diễn trực tiếp luôn tại sự kiện; năm đầu tiên do Taio Cruz thể hiện, tiếp đó là Cee Lo Green năm 2011 và Train năm 2012. Tuy nhiên, Green bị chỉ trích bởi đã thay đổi lời bài hát từ "and no religion too" (không có tôn giáo nào cả) sang "and all religion's true" (mọi tôn giáo đều đúng), lập tức nhận chỉ trích từ người hâm mộ vì họ cho rằng anh đã thiếu tôn trọng di sản của Lennon thông qua việc sửa lời ca khúc biểu tượng nhất của ông. Green lập luận rằng việc đổi lời bài hát của anh có ý thể hiện "một thế giới nơi mà bạn được tự do tin vào những gì mình muốn".
Trên 160 nghệ sĩ đã thu âm lại ca khúc "Imagine". Joan Baez hát lại bài hát này trong album Come from the Shadows phát hành năm 1972 còn Diana Ross thu âm ca khúc cho album phát hành năm 1973 có tên Touch Me in the Morning. Năm 1995, Blues Traveler thu âm ca khúc cho album Working Class Hero: A Tribute to John Lennon còn Dave Matthews cũng có một màn trình diễn trực tiếp với họ. A Perfect Circle thu âm lại ca khúc cho album eMOTIVe phát hành năm 2004. Nữ ca sĩ người Ý Marco Carta đã hát lại ca khúc này và bản thu lọt vào top 20 ở Ý vào năm 2009 ở vị trí số 13. Seal, Pink, India.Arie, Jeff Beck, Konono Nº1, Oumou Sangaré và một số nghệ sĩ khác đã thu âm ca khúc cho album năm 2010 của Herbie Hancock, The Imagine Project.
Hancock biểu diễn ca khúc này cùng các nghệ sĩ Arie, Kristina Train, and Greg Phillinganes tại Lễ trao giải Nobel hoà bìnămm 2010 diễn ra vào ngày 11 tháng 12. Ngày 13 tháng 2 năm 2011, bản thu âm ca khúc này—với sự tham gia của Pink, Seal, ca sĩ người Mali Oumou Sangaré, India.Arie, và Jeff Beck giành giải Grammy cho Hợp tác giọng pop xuất sắc nhất.
"Imagine" được biểu diễn tại lễ bế mạc Thế vận hội Mùa hè 2012 bởi Dàn đồng ca Thiếu nhi Liverpool (Liverpool Philharmonic Youth Choir) và Dàn đồng ca ngôn ngữ ký hiệu Liverpool (Liverpool Signing Choir), trong đó hai dàn nhạc trên biểu diễn đoạn đầu, đoạn sau là băng thu âm giọng hát của Lennon. Một bản hát lại khác của Emeli Sandé được đài BBC sử dụng cho video tổng kết thế vận hội. "Imagine" sau đó lại một lần nữa vào bảng xếp hạng top 40 tại Anh quốc (đứng ở vị trí thứ 18).
Năm 2015, ca sĩ-nhạc sĩ người Mỹ Lady Gaga biểu diễn ca khúc tại lễ khai mạc Đại hội Thể thao châu Âu 2015. Ca khúc được trình bày trước 70.000 người dân Baku, Azerbaijan, chủ nhà của sự kiện. Vào ngày 14 tháng 11 năm 2015, buổi sáng sau các vụ tấn công Paris tháng 11 năm 2015, một người đàn ông đã tới biểu diễn một bản phối piano không lời của ca khúc bên ngoài nhà hát Bataclan, nơi xảy ra nhiều thương vong nhất.

## Đội ngũ thực hiện
- John Lennon: hát, piano
- Klaus Voormann: bass
- Alan White: trống
- The Flux Fiddlers: dàn dây

## Xếp hạng và chứng nhận
| Bảng xếp hạng (1971–1972)          | Thứ hạng cao nhất |
| ---------------------------------- | ----------------- |
| Australia (Go-Set National Top 40) | 1                 |
| Australia (Kent Music Report)      | 1                 |
| Bỉ (Ultratop 50 Flanders)          | 12                |
| Belgium (VRT Top 30 Flanders)      | 14                |
| Canada (CHUM)                      | 3                 |
| Canada Adult Contemporary (RPM)    | 4                 |
| Canada Top Singles (RPM)           | 1                 |
| France (IFOP)                      | 13                |
| Đức (GfK)                          | 18                |
| Italy (FIMI)                       | 1                 |
| Japan (Oricon)                     | 14                |
| Hà Lan (Dutch Top 40)              | 6                 |
| Hà Lan (Single Top 100)            | 5                 |
| Na Uy (VG-lista)                   | 6                 |
| South Africa (Springbok Radio)     | 1                 |
| Thụy Sĩ (Schweizer Hitparade)      | 5                 |
| US Billboard Adult Contemporary    | 7                 |
| US Billboard Hot 100               | 3                 |
| US Cash Box                        | 2                 |
| US Record World                    | 1                 |

| Bảng xếp hạng (1975)          | Thứ hạng cao nhất |
| ----------------------------- | ----------------- |
| Ireland (IRMA)                | 1                 |
| Thụy Điển (Sverigetopplistan) | 19                |
| Anh Quốc (OCC)                | 6                 |

| Bảng xếp hạng (1981)                            | Thứ hạng cao nhất |
| ----------------------------------------------- | ----------------- |
| Australia (Kent Music Report)                   | 43                |
| Áo (Ö3 Austria Top 40)                          | 4                 |
| Bỉ (Ultratop 50 Flanders)                       | 6                 |
| France (IFOP)                                   | 27                |
| Trường songid là BẮT BUỘC CHO BẢNG XẾP HẠNG ĐỨC | 7                 |
| Ireland (IRMA)                                  | 1                 |
| Hà Lan (Dutch Top 40)                           | 5                 |
| Hà Lan (Single Top 100)                         | 5                 |
| New Zealand (Recorded Music NZ)                 | 23                |
| Na Uy (VG-lista)                                | 3                 |
| Thụy Sĩ (Schweizer Hitparade)                   | 2                 |
| Anh Quốc (OCC)                                  | 1                 |

| Năm       | Bảng xếp hạng (1986–)                     | Thứ hạng cao nhất |
| --------- | ----------------------------------------- | ----------------- |
| 1986      | US Billboard Top Rock Tracks              | 20                |
| 1988      | Ireland (IRMA)                            | 29                |
| 1988      | Bảng xếp hạng không hợp lệ UKchartarchive | 45                |
| 1989      | Úc (ARIA)                                 | 21                |
| 1989      | Hà Lan (Single Top 100)                   | 83                |
| 1990      | France (SNEP)                             | 88                |
| 1994      | Pháp (SNEP)                               | 9                 |
| 1999–2000 | Canada (Canadian Singles Chart)           | 10                |
| 1999–2000 | Ireland (IRMA)                            | 3                 |
| 1999–2000 | Ý (FIMI)                                  | 12                |
| 1999–2000 | Hà Lan (Single Top 100)                   | 56                |
| 1999–2000 | Tây Ban Nha (PROMUSICAE)                  | 5                 |
| 1999–2000 | Anh Quốc (OCC)                            | 3                 |
| 2002      | Poland (LP3)                              | 3                 |
| 2007      | Canada (Hot Canadian Digital Singles)     | 47                |
| 2007      | Hà Lan (Single Top 100)                   | 37                |
| 2007      | Thụy Sĩ (Schweizer Hitparade)             | 59                |
| 2007      | US Billboard Hot Digital Songs            | 47                |
| 2008      | Australia (ARIA)                          | 94                |
| 2010      | Australia (Kent Music Report)             | 85                |
| 2010      | Áo (Ö3 Austria Top 40)                    | 66                |
| 2010      | Tây Ban Nha (PROMUSICAE)                  | 49                |
| 2010      | Thụy Điển (Sverigetopplistan)             | 46                |
| 2010      | Thụy Sĩ (Schweizer Hitparade)             | 50                |
| 2012      | Tây Ban Nha (PROMUSICAE)                  | 42                |
| 2012      | Anh Quốc (OCC)                            | 18                |
| 2013      | Tây Ban Nha (PROMUSICAE)                  | 44                |

| Bảng xếp hạng (1971)         | Vị trí |
| ---------------------------- | ------ |
| Canada (RPM 100 Top Singles) | 15     |
| Netherlands (Dutch Top 40)   | 67     |
| Netherlands (Single Top 100) | 82     |

| Bảng xếp hạng (1972)           | Vị trí |
| ------------------------------ | ------ |
| Australia (Kent Music Report)  | 22     |
| Italy (FIMI)                   | 3      |
| Japan (Oricon)                 | 98     |
| South Africa (Springbok Radio) | 5      |

| Bảng xếp hạng (1981)           | Vị trí |
| ------------------------------ | ------ |
| Belgium (Ultratop 50 Flanders) | 86     |
| Netherlands (Dutch Top 40)     | 70     |
| Netherlands (Single Top 100)   | 73     |

| Bảng xếp hạng (1980–1989)            | Vị trí |
| ------------------------------------ | ------ |
| UK Singles (Official Charts Company) | 25     |

| Bảng xếp hạng (1952–2013)            | Vị trí |
| ------------------------------------ | ------ |
| UK Singles (Official Charts Company) | 19     |

| Quốc gia                                                                           | Chứng nhận | Số đơn vị/doanh số chứng nhận |
| ---------------------------------------------------------------------------------- | ---------- | ----------------------------- |
| Ý (FIMI)                                                                           | Vàng       | 15.000*                       |
| Japan (Oricon Charts)                                                              | —          | 118,000                       |
| Anh Quốc (BPI)                                                                     | Bạch kim   | 1,640,000                     |
| * Chứng nhận dựa theo doanh số tiêu thụ. ^ Chứng nhận dựa theo doanh số nhập hàng. |            |                               |

### Phim tài liệu
- Yoko Ono, Phil Spector (Producers) (2000). Gimme Some Truth – The Making of John Lennon's "Imagine" (DVD). Capitol. ASIN B000AYELY2.
- Andrew Solt (Director) (2005). Imagine: John Lennon (DVD). Warner Home Video. ASIN B000AYELY2.